# 케네스 터랜

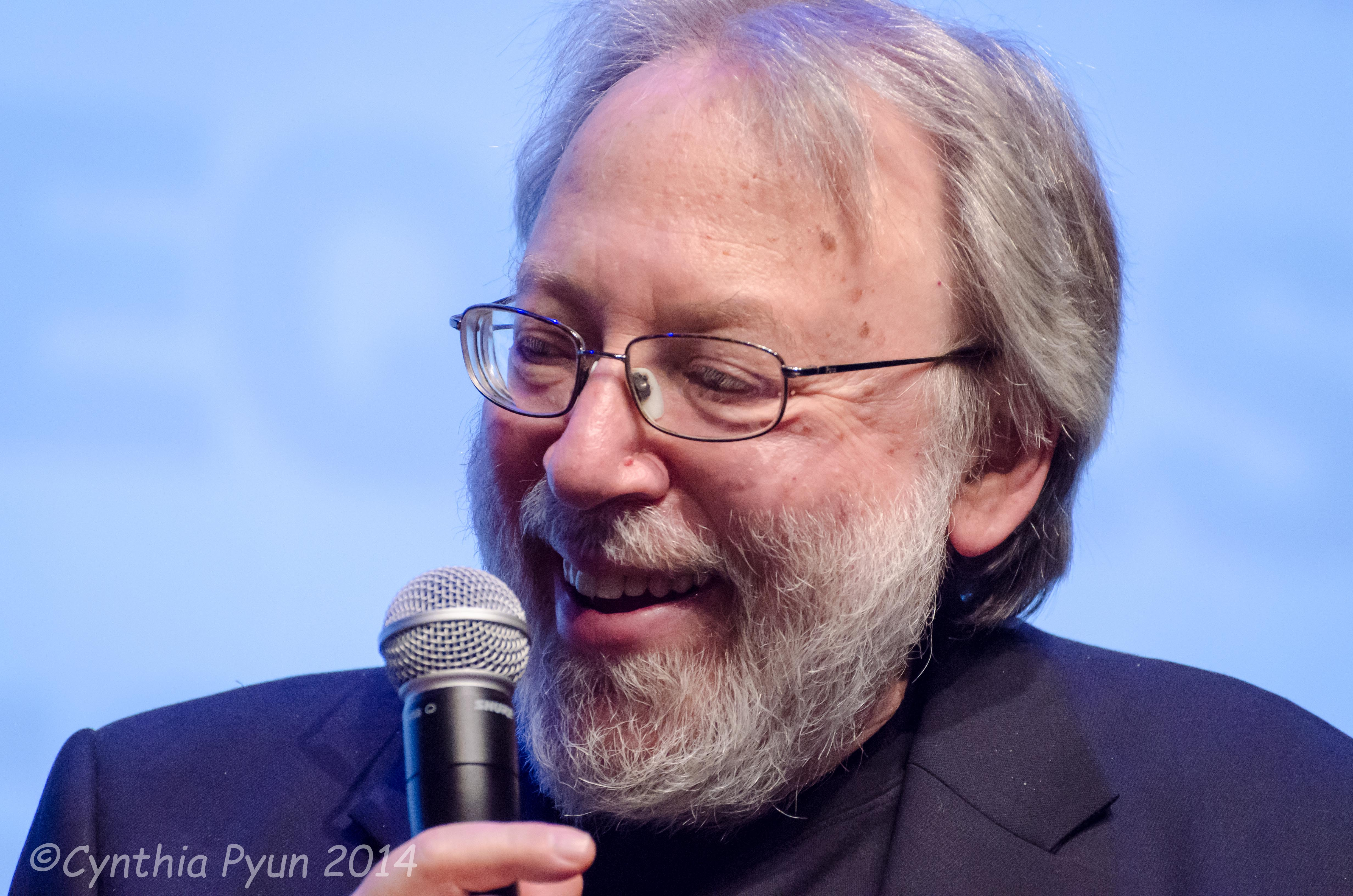

케네스 터랜(영어: Kenneth Turan)은 미국의 영화 평론가이다. 워싱턴 포스트에서 글을 쓰고 있다.